# Jacques-Auguste de Poilloüe de Saint-Mars
Jacques-Auguste de Poilloüe, marquis de Saint-Mars (7 décembre 1739, Étampes - 22 août 1794, Limours), est un militaire, député de la noblesse aux États généraux.

## Biographie
Jacques Auguste de Poilloüe est le fils de Louis René de Poilloüe, seigneur du Petit Saint Mars, garde du corps, et d'Elisabeth de Saint Périer.
Il avait été page du roi, page puis gentilhomme ordinaire du duc d'Orléans, sous-aide-major et lieutenant aux Gardes-Françaises en 1765, puis lieutenant-colonel d’infanterie et chevalier de l'ordre royal et militaire de Saint-Louis.
Il réside à Étampes lorsque la noblesse de ce bailliage l'élit, 15 mars 1789, député aux états généraux.
Il siège à l'assemblée constituante jusqu'à sa fin, le 30 septembre 1791, sans appartenir à aucun comité.
Il vote en faveur des assignats et contre le rattachement d'Avignon. Son nom figure sur une liste de gauche . 

## Famille
Il épouse le 17 octobre 1774 à Paris Antoinette Julie Chavanne, fille de Jacques Chavanne, seigneur du Pommeret, conseiller au Parlement de Paris, et d'Anne Claude Hervé. Tous deux ont :
- Augustine de Poilloüe de Saint Mars (1775-1806), mariée le 2 décembre 1794 avec Alexis Dubois de Courval, conseiller général et député de l'Aisne ;
- Jules Gabriel de Poilloüe, marquis de Saint Mars, officier de cavalerie (1777-1810), marié à Limours le 2 décembre 1794 avec Louise-Amélie Dubois de Courval (1777-1858)[2], sœur d'Alexis Dubois de Courval. Tous deux sont les grands-parents du général Léon de Poilloüe, marquis de Saint Mars ;
- Zoé de Poilloüe de Saint Mars (1780-1827), mariée le 1er mai 1803 avec son cousin germain Louis de Poilloüe de Saint Mars (1770-1856), comte de Bierville, chevalier de Saint-Louis, chef de bataillon d'artillerie ;
- Abel de Poilloüe de Saint Mars, né et mort en 1782 ;
- Abel Jacques Louis de Poilloüe, chevalier de l'Empire (1783-1861), marié le 9 avril 1818 avec Marie Rolland de Chambaudoin (1794-1821), veuve du général Jean-Louis-Ébénézer Reynier, comte de l'Empire.

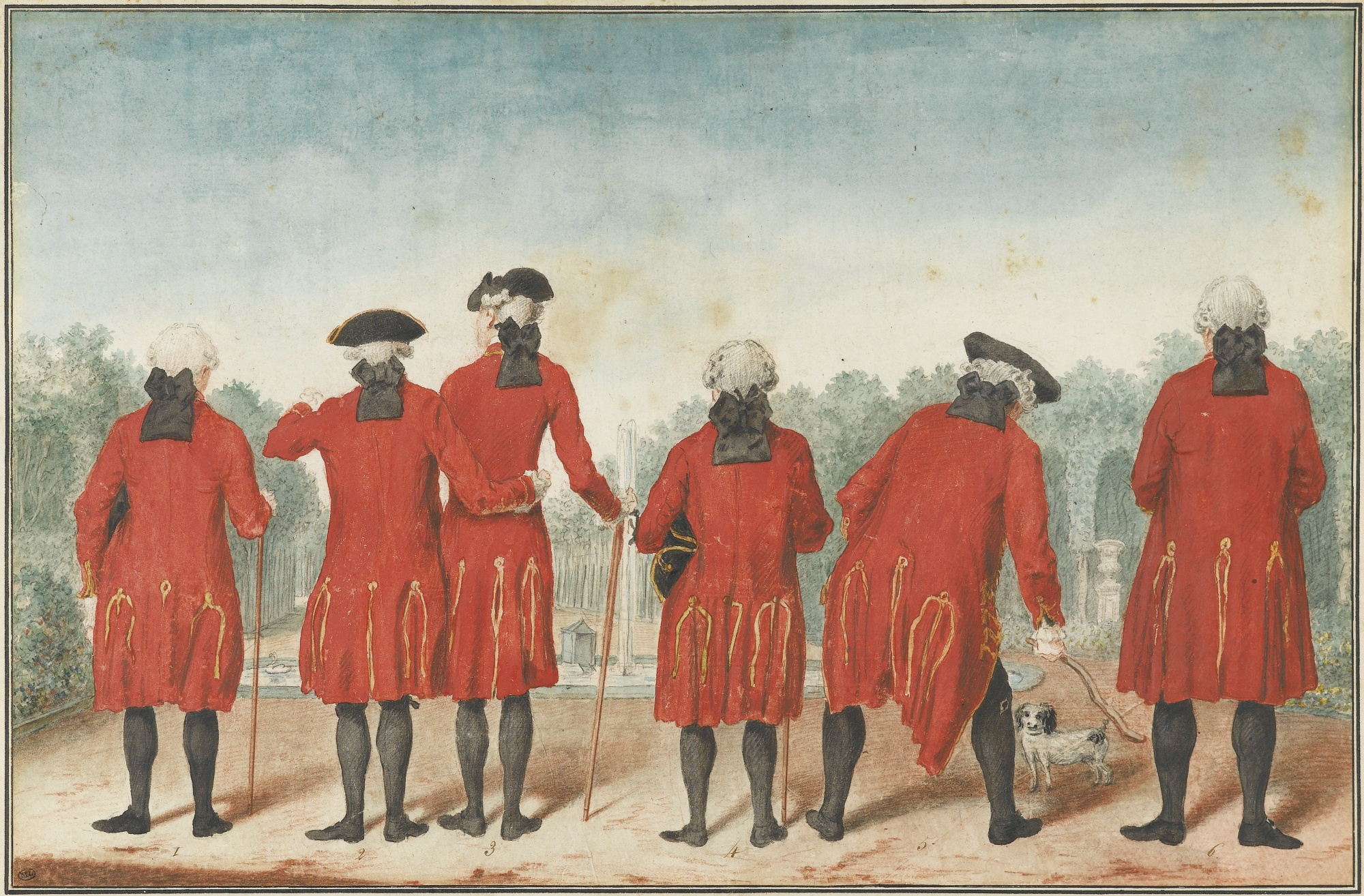
Louis Carrogis dit Carmontelle, Les gentilshommes du duc d'Orléans dans l'habit de saint Cloud. Jacques-Auguste de Poillowe de Saint Mars est le troisième gentilhomme en partant de la gauche.

## Distinctions
- Chevalier de l'ordre royal et militaire de Saint-Louis

## Sources
- « Jacques-Auguste de Poilloüe de Saint-Mars », dans Adolphe Robert et Gaston Cougny, Dictionnaire des parlementaires français, Edgar Bourloton, 1889-1891 [détail de l’édition]
- Edna Hindie Lemay, Dictionnaire des Constituants, tome 2, 1991, Paris, Universitas, p. 760.